# Futbol'nyj Klub Dnipro 2013-2014
Questa voce raccoglie le informazioni riguardanti il Futbol'nyj Klub Dnipro nelle competizioni ufficiali della stagione 2013-2014.

## Rosa
| N. |                      | Ruolo | Calciatore         |
| -- | -------------------- | ----- | ------------------ |
| 2  | Romania (bandiera)   | D     | Alexandru Vlad     |
| 3  | Rep. Ceca (bandiera) | D     | Ondřej Mazuch      |
| 4  | Ucraina (bandiera)   | C     | Serhij Kravčenko   |
| 5  | Ucraina (bandiera)   | D     | Vitalij Mandzjuk   |
| 6  | Georgia (bandiera)   | C     | Jaba K'ank'ava     |
| 7  | Ucraina (bandiera)   | C     | Denys Kulakov      |
| 8  | Brasile (bandiera)   | C     | Giuliano           |
| 9  | Croazia (bandiera)   | A     | Nikola Kalinić     |
| 10 | Ucraina (bandiera)   | C     | Jevhen Konopljanka |
| 11 | Ucraina (bandiera)   | A     | Jevhen Selezn'ov   |
| 14 | Ucraina (bandiera)   | D     | Jevhen Čeberjačko  |
| 16 | Rep. Ceca (bandiera) | P     | Jan Laštůvka       |
| 17 | Croazia (bandiera)   | D     | Ivan Strinić       |
| 18 | Ucraina (bandiera)   | A     | Roman Zozulja      |

| N. |                       | Ruolo | Calciatore               |
| -- | --------------------- | ----- | ------------------------ |
| 19 | Georgia (bandiera)    | C     | Aleksandre K'obakhidze   |
| 20 | Portogallo (bandiera) | C     | Bruno Gama               |
| 22 | Ucraina (bandiera)    | C     | Denys Olijnyk            |
| 23 | Brasile (bandiera)    | D     | Douglas                  |
| 28 | Ucraina (bandiera)    | C     | Jevhen Jevhenovyč Šachov |
| 29 | Ucraina (bandiera)    | C     | Ruslan Rotan'            |
| 36 | Ucraina (bandiera)    | C     | Ruslan Babenko           |
| 44 | Ucraina (bandiera)    | D     | Artem Fedec'kyj          |
| 71 | Ucraina (bandiera)    | P     | Denys Bojko              |
| 89 | Ucraina (bandiera)    | C     | Serhij Politylo          |
| 91 | Ucraina (bandiera)    | P     | Ihor Vartsaba            |
| 97 | Ucraina (bandiera)    | C     | Andrij Blizničenko       |
| 99 | Brasile (bandiera)    | A     | Matheus                  |

## Calciomercato
| Acquisti | Acquisti          | Acquisti            | Acquisti      |
| R.       | Nome              | da                  | Modalità      |
| -------- | ----------------- | ------------------- | ------------- |
| D        | Ucha Lobjanidze   | Dnipro-2            |               |
| C        | Bruno Gama        | Deportivo La Coruña |               |
| D        | Alexandru Vlad    | Pandurii            |               |
| P        | Denys Boyko       | Dinamo Kiev         | Prestito      |
| C        | Serhij Politylo   | Čornomorec'         |               |
| P        | Іgor Varcaba      | Dnipro-2            |               |
| C        | Mladen Bartulović | Kryvbas             | fine prestito |
| D        | Ucha Lobjanidze   | Kryvbas             | fine prestito |
| A        | Oleksiy Antonov   | Kryvbas             | fine prestito |
| D        | Pavlo Pashaev     | Kryvbas             | fine prestito |
| C        | Valerij Fedorčuk  | Kryvbas             | fine prestito |
| C        | Samuel Inkoom     | Bastia              | fine prestito |

| Cessioni | Cessioni          | Cessioni    | Cessioni    |
| R.       | Nome              | a           | Modalità    |
| -------- | ----------------- | ----------- | ----------- |
| P        | Denys Šelichov    | Volyn'      | In prestito |
| D        | Ucha Lobjanidze   | Dnipro-2    |             |
| D        | Éric Matoukou     | Volyn'      | In prestito |
| D        | Samuel Inkoom     | Dnipro-2    |             |
| C        | Derek Boateng     | Fulham      |             |
| D        | Pavlo Pashaev     | Karpaty     | In prestito |
| C        | Valerij Fedorčuk  | Karpaty     | In prestito |
| C        | Mladen Bartulović | Karpaty     | In prestito |
| A        | Ucha Lobjanidze   | Čornomorec' |             |

## Risultati

### Prem"jer-liha
| Arbitro: | Yuri Moseychuk (Černivci) |

|                                           |           |  |
| Selezn'ov 12’ Zozulja 32’ Konopljanka 74’ | Marcatori |  |

| Arbitro: | Kostjantyn Truchanov (Charkiv) |

|  |           |                               |
|  | Marcatori | 39’ Konopljanka 52’ Selezn'ov |

| Arbitro: | Viktor Shvetsov (Odessa) |

|             |           |                                                |
| Matheus 37’ | Marcatori | 4’ (aut.) Čeberjačko 56’ Chaykovsky 78’ Danilo |

| Arbitro: | Anatolij Abdula (Charkiv) |

|                |           |                                 |
| Schumacher 29’ | Marcatori | 39’ Giuliano 74’, 75’ Selezn'ov |

| Arbitro: | Oleksandr Derdo (Іllіčі́vs'k) |

|             |           |  |
| Kalinić 44’ | Marcatori |  |

| Arbitro: | Kostjantyn Truchanov (Charkiv) |

|               |           |               |
| Jarošenko 39’ | Marcatori | 51’ Selezn'ov |

| Arbitro: | Anatoli Zhabchenko (Sinferopoli) |

|                                       |           |              |
| Zozulja 47’, 63’ Selezn'ov 73’ (rig.) | Marcatori | 90'+1’ Kučer |

| Arbitro: | Anatolij Abdula (Charkiv) |

|                |           |             |
| Jarmolenko 64’ | Marcatori | 22’ Zozulja |

| Arbitro: | Dmytro Kutakov (Brovary) |

|               |           |  |
| Selezn'ov 70’ | Marcatori |  |

| Arbitro: | Evgen Aranovsky (Kiev) |

|                         |           |                             |
| Šturko 3’ Sachnevyč 45’ | Marcatori | 9’, 33’ Kalinić 75’ Zozulja |

| Arbitro: | Yuri Mozharovsky (Leopoli) |

|                             |           |  |
| Kalinić 45’ Konopljanka 75’ | Marcatori |  |

| Arbitro: | Oleksandr Derdo (Іllіčі́vs'k) |

|  |           |                                         |
|  | Marcatori | 16’, 29’ Gama 60’ Matheus 63’ Selezn'ov |

| Arbitro: | Dmytro Kutakov (Brovary) |

|                             |           |                                   |
| Konopljanka 16’ Douglas 39’ | Marcatori | 54’ Dedechko 90'+5’ (aut.) Mazuch |

| Arbitro: | Yuri Mozharovsky (Leopoli) |

|             |           |                 |
| Checher 58’ | Marcatori | 13’ Konopljanka |

| Kiev 9 novembre 2013, ore 16:00 16ª giornata | Arsenal Kiev | 0 – 3 | Dnipro | Stadio Kolos |

| Arbitro: | Kostjantyn Truchanov (Charkiv) |

|                                   |           |                  |
| Matheus 16’ Giuliano 23’ Gama 88’ | Marcatori | 90'+1’ Polyansky |

| Arbitro: | Anatolij Abdula (Charkiv) |

|                          |           |  |
| Danilo 68’, 73’ Boli 87’ | Marcatori |  |

| Arbitro: | Anatoli Zhabchenko (Sinferopoli) |

|                          |           |                     |
| Selezn'ov 9’ Zozulja 14’ | Marcatori | 30’ Edmar 82’ Dević |

| Arbitro: | Dmytro Kutakov (Brovary) |

|                                    |           |  |
| Selezn'ov 18’, 36’ Konopljanka 85’ | Marcatori |  |

| Arbitro: | Anatolij Abdula (Charkiv) |

|  |           |                           |
|  | Marcatori | 45’ Fedec'kyj 83’ Matheus |

| Arbitro: | Yuri Mozharovsky (Leopoli) |

|                     |           |  |
| Matheus 45'+2’, 58’ | Marcatori |  |

| Arbitro: | Evgen Aranovsky (Kiev) |

|  |           |                                |
|  | Marcatori | 9’ Kalinić 54’ (rig.) Giuliano |

| Arbitro: | Yuri Moseychuk (Černivci) |

|               |           |  |
| Selezn'ov 75’ | Marcatori |  |

| Arbitro: | Sergiy Lysenchuk (Kiev) |

|                                          |           |           |
| Selezn'ov 55’ Matheus 57’, 66’, 70’, 90’ | Marcatori | 45’ Celin |

| Arbitro: | Anatoli Zhabchenko (Simferopoli) |

|                          |           |  |
| Tornik'e Okriashvili 34’ | Marcatori |  |

| Arbitro: | Yuri Vaks (Simferopoli) |

|  |           |                                |
|  | Marcatori | 64’ Konopljanka 90+4’ Giuliano |

### Kubok Ukraïny
| Arbitro: | Ivan Bondar (Kiev) |

|  |           |                               |
|  | Marcatori | 23’ Selezn'ov 45’ Konopljanka |

| Odessa 30 ottobre 2013, ore 18:45 Ottavi di finale | Čornomorec' | 3 – 0 | Dnipro | Stadio Čornomorec' |

### Europa League
| Arbitro: | Kristinn Jakobsson |

|            |           |                                               |
| Toomet 54’ | Marcatori | 23’ (rig.) Selezn'ov 36’ Giuliano 53’ Zozulja |

| Arbitro: | Gediminas Mažeika |

|                            |           |  |
| Kobakhidze 39’ Zozulja 70’ | Marcatori |  |

| Arbitro: | Sascha Kever |

|  |           |           |
|  | Marcatori | 38’ Rotan |

| Arbitro: | Szymon Marciniak |

|                      |           |                                    |
| Seleznyov 57’ (rig.) | Marcatori | 53’ (rig.) Rodríguez 73’ Ambrosini |

| Arbitro: | Tony Chapron |

|  |           |                           |
|  | Marcatori | 83’ Rotan 86’ Konoplyanka |

| Arbitro: | Antti Munukka |

|                             |           |  |
| Matheus 44’ Konoplyanka 66’ | Marcatori |  |

| Arbitro: | Leontios Trattou |

|                                                    |           |                    |
| Kalinić 12’ Zozulya 56’ Shakhov 86’ Kravchenko 89’ | Marcatori | 70’ (rig.) Pereira |

| Arbitro: | Artur Soares Dias |

|                          |           |                 |
| Joaquín 42’ Cuadrado 77’ | Marcatori | 13’ Konoplyanka |

| Arbitro: | Antonio Mateu Lahoz |

|                        |           |  |
| Konopljanka 81’ (rig.) | Marcatori |  |

| Arbitro: | Antony Gautier |

|                               |           |             |
| Eriksen 56’ Adebayor 65’, 69’ | Marcatori | 48’ Zozulja |

## Statistiche

### Statistiche di squadra
| Competizione  | Punti | In casa | In casa | In casa | In casa | In casa | In casa | In trasferta | In trasferta | In trasferta | In trasferta | In trasferta | In trasferta | Totale | Totale | Totale | Totale | Totale | Totale | DR  |
| Competizione  | Punti | G       | V       | N       | P       | Gf      | Gs      | G            | V            | N            | P            | Gf           | Gs           | G      | V      | N      | P      | Gf     | Gs     | DR  |
| ------------- | ----- | ------- | ------- | ------- | ------- | ------- | ------- | ------------ | ------------ | ------------ | ------------ | ------------ | ------------ | ------ | ------ | ------ | ------ | ------ | ------ | --- |
| Prem"jer-liha |       | 13      | 10      | 2       | 1       | 29      | 10      | 12           | 7            | 3            | 2            | 21           | 10           | 25     | 17     | 5      | 3      | 50     | 20     | +30 |
| Kubok Ukraïny | -     | 0       | 0       | 0       | 0       | 0       | 0       | 2            | 1            | 0            | 1            | 2            | 3            | 2      | 1      | 0      | 1      | 2      | 3      | -1  |
| Europa League | -     | 5       | 4       | 0       | 1       | 12      | 3       | 5            | 3            | 0            | 2            | 8            | 6            | 10     | 7      | 0      | 3      | 20     | 9      | +11 |
| Totale        | -     | 18      | 14      | 2       | 2       | 41      | 13      | 19           | 11           | 3            | 5            | 31           | 19           | 37     | 25     | 5      | 7      | 72     | 32     | +40 |

### Andamento in campionato
| Giornata  | 1 | 2 | 3 | 4 | 5 | 6 | 7 | 8 | 9 | 10 | 11 | 12 | 13 | 14 | 15 | 16 | 17 | 18 | 19 | 20 | 21 | 22 | 23 | 24 | 25 | 26 | 27 | 28 | 29 | 30 |
| --------- | - | - | - | - | - | - | - | - | - | -- | -- | -- | -- | -- | -- | -- | -- | -- | -- | -- | -- | -- | -- | -- | -- | -- | -- | -- | -- | -- |
| Luogo     | C | T | C | T | C | T | C | T | C | T  | C  | C  | T  | C  | T  | T  | C  | T  | C  | T  | C  | T  | C  | T  | C  | T  | T  | C  | T  | C  |
| Risultato | V | V | S | V | V | N | V | N | V | V  | V  | N  | V  | N  | N  | V  | V  | S  | V  | V  | V  | V  | V  | V  | V  | S  |    |    |    |    |
| Posizione | 1 | 1 | 3 | 3 | 3 | 3 | 3 | 3 | 2 | 2  | 2  | 2  | 2  | 3  | 3  | 3  | 2  | 4  | 2  | 2  | 2  | 2  | 2  | 2  | 2  | 2  |    |    |    |    |

Fonte:  Dnipro Dnipropetrovsk - 2013, su transfermarkt.it, transfermarkt (archiviato dall'url originale il 26 aprile 2014).
Legenda:

Luogo: C = Casa; T = Trasferta. Risultato: V = Vittoria; N = Pareggio; P = Sconfitta.